# Château-Garnier
Château-Garnier – miejscowość i gmina we Francji, w regionie Nowa Akwitania, w departamencie Vienne.
Według danych na rok 1990 gminę zamieszkiwało 660 osób, a gęstość zaludnienia wynosiła 18 osób/km² (wśród 1467 gmin regionu Poitou-Charentes Château-Garnier plasuje się na 455. miejscu pod względem liczby ludności, natomiast pod względem powierzchni na miejscu 94.).